# Circonscription de Kilaj
La circonscription de Kilaj est une des 135 circonscriptions législatives de l'État fédéré Amhara en Éthiopie, qui se situe dans la Zone Agew Awi. 
Sa représentante actuelle est Atsede Kebede Alemu.